# Shigeyoshi Suzuki
Shigeyoshi Suzuki (jap. 鈴木 重義, Suzuki Shigeyoshi; * 13. Oktober 1902 in der Präfektur Fukushima; † 20. Dezember 1971) war ein japanischer Fußballspieler und -trainer.

## Nationalmannschaft
1927 debütierte Suzuki für die japanische Fußballnationalmannschaft. Suzuki bestritt zwei Länderspiele und erzielte dabei ein Tor. Mit der japanischen Nationalmannschaft qualifizierte er sich für die Far Eastern Championship Games 1927. 1936 betreute er die Auswahl Japans bei den Olympischen Spielen in Berlin, wo seine Mannschaft im Achtelfinale gegen den Turnierfavoriten Schweden gewann.